# Eric Garcetti
Eric Michael Garcetti (født 4. februar 1971) er den nuværende borgmester i Los Angeles og tidligere medlem af Los Angeles byråd, der repræsenterer det 13. distrikt. Han fungerede som formand for rådet fra 2006 til 2012.

## Eksterne visninger
- Wikimedia Commons har flere filer relateret til Eric Garcetti
- Kontoret for borgmester Erik Garcetti Arkiveret 13. januar 2016 hos  Wayback Machine
- Eric Garcetti's Hjemmeside Arkiveret 22. november 2020 hos  Wayback Machine
- Eric Garcetti Kennedy New Frontier Award Winner Arkiveret 29. juli 2013 hos  Wayback Machine
- Garcetti bøde for Etik Overtrædelse Arkiveret 6. marts 2016 hos  Wayback Machine
- Eric Garcetti's gæst DJ projekt på KCRW Arkiveret 27. juni 2013 hos  Wayback Machine